# Stary Rogożyn
Stary Rogożyn – wieś w Polsce, położona w województwie podlaskim, w powiecie augustowskim, w gminie Lipsk.
W latach 1975–1998, miejscowość administracyjnie należała do województwa suwalskiego.